# Sparbambus sindhudurg
Espèce
Sparbambus sindhudurg est une espèce d'araignées aranéomorphes de la famille des Salticidae.

## Distribution
Cette espèce est endémique du Maharashtra en Inde,. Elle se rencontre dans le district de Sindhudurg vers Kudal .

## Description
Le mâle holotype mesure 7,85 mm et la femelle paratype 8,75 mm.

## Systématique et taxinomie
Cette espèce a été décrite par Kadam et Tripathi en 2023.

## Étymologie
Son nom d'espèce lui a été donné en référence au lieu de sa découverte, le district de Sindhudurg.

## Publication originale
- Tripathi, Kadam, Asha & Sudhikumar, 2023 : « First record of Sparbambus Zhang, Woon & Li, 2006 from India, with description of a new species (Araneae: Salticidae). » Zootaxa, no 5352(3), p. 447-450.